# Динамо (Вінниця)
«Дина́мо» — радянський футбольний клуб з Вінниці (УРСР). 

## Історія
Футбольна команда «Динамо» була заснована у Вінниці в XX столітті. Виступала в Кубку СРСР 1938 року. На початку 1940 року Дирекція Центральної ради товариства «Динамо» зняла вінницький колектив з чемпіонату СРСР.

## Відомі гравці
- Марк Бромберг
- Михайло Волін
- Борис Галинський
- Геннадій Жиздик
- Борис Івін
- Леонід Орєхов
- Георгій Шляпін